# Tomorrow's World Tour (gira)
Tomorrow's World Tour es la decimoquinta gira del dúo británico Erasure. La gira se enlazó a 6 días del final de su gira anterior Total Pop! Tour y sirvió para presentar su álbum Tomorrow's World.

## Banda
- Andy Bell (cantante)
- Vince Clarke (tecladista y guitarrista)
- Valerie Chalmers (corista)
- Emma Whittle (corista) (que regresó después de la gira Wild! Tour)

## Temas interpretados
1. «Sono Luminus»
2. « Always»
3. «When I Start to (Break It All Down)»
4. «Blue Savannah»
5. «Fill Us with Fire»
6. «Drama!»
7. «You've Got to Save Me Right Now»
8. « Be With You»
9. « Ship of Fools»
10. «Alien (versión acústica)»
11. « Victim of Love»
12. « Chorus»
13. « Breathe»
14. «Push Me Shove Me»
15. «I Lose Myself»
16. «A Whole Lotta Love Run Riot»
17. «Love to Hate You»
18. «Breath of Life»
19. « Sometimes»
20. «Chains of Love»
21. «A Little Respect»
22. «Stop!»
23. «Oh L'Amour»
24. «Tomorrow's World»[1]

## Concierto en CD
En 2011 se realizó un CD en directo de la misma gira en Roundhouse llamada Tomorrow's World Tour (Live at the Roundhouse).